# وادی سمار
وادی سمار (به عربی: وادي السمار) یک شهرداری در الجزایر است که در استان الجزیره واقع شده‌است.